# Municipio de Boone (condado de Texas)
El municipio de Boone (en inglés: Boone Township) es un municipio ubicado en el condado de Texas en el estado estadounidense de Misuri. En el año 2010 tenía una población de 323 habitantes y una densidad poblacional de 2,52 personas por km².

## Geografía
El municipio de Boone se encuentra ubicado en las coordenadas 37°33′30″N 92°0′1″O / 37.55833, -92.00028. Según la Oficina del Censo de los Estados Unidos, el municipio tiene una superficie total de 128.22 km², de la cual 127,53 km² corresponden a tierra firme y (0,53 %) 0,68 km² es agua.

## Demografía
Según el censo de 2010, había 323 personas residiendo en el municipio de Boone. La densidad de población era de 2,52 hab./km². De los 323 habitantes, el municipio de Boone estaba compuesto por el 99,07 % blancos, el 0,31 % eran amerindios y el 0,62 % eran de una mezcla de razas. Del total de la población el 0,93 % eran hispanos o latinos de cualquier raza.